# Шато-Тьерри (кантон)
Шато-Тьерри (фр. Château-Thierry) — кантон во Франции, находится в регионе О-де-Франс, департамент Эна. Входит в состав округа Шато-Тьерри. 

## История
До 2015 года в состав кантона входили коммуны Ази-сюр-Марн, Безю-Сен-Жермен, Белло, Блем, Бонней,  Браль, Буреш, Вердийи, Глан, Мариньи-ан-Орксуа, Мон-Сен-Пер, Нель-ла-Монтань, Ножантель, Фоссуа, Шато-Тьерри, Шьерри, Эпо-Безю, Эпье, Эссом-сюр-Марн, Этамп-сюр-Марн и Этрепийи.
В результате реформы 2015 года  состав кантона был изменен. 

## Состав кантона с 22 марта 2015 года
В состав кантона входят коммуны (население по данным Национального института статистики за 2018 г.):
- Безю-Сен-Жермен — 1 022 чел.
- Белло — 137 чел.
- Блем — 457 чел.
- Браль — 1 573 чел.
- Бреси — 332 чел.
- Буреш — 199 чел.
- Вердийи — 457 чел.
- Вильнёв-сюр-Фер — 289 чел.
- Глан — 448 чел.
- Гризоль — 246 чел.
- Куэнси — 1 295 чел.
- Мон-Сен-Пер — 698 чел.
- Нель-ла-Монтань — 1 233 чел.
- Рокур-Сен-Мартен — 305 чел.
- Фоссуа — 512 чел.
- Шато-Тьерри — 15 351 чел.
- Шьерри — 1 120 чел.
- Эпо-Безю — 555 чел.
- Эпье — 401 чел.
- Этамп-сюр-Марн — 1 279 чел.
- Этрепийи — 120 чел.

## Политика
На президентских выборах 2022 г. жители кантона отдали в 1-м туре Марин Ле Пен 30,8 % голосов против 23,1 % у Эмманюэля Макрона и 21,7 % у Жана-Люка Меланшона; во 2-м туре в кантоне победила Ле Пен, получившая 52,6 % голосов. (2017 год. 1 тур: Марин Ле Пен – 29,0 %, Эмманюэль Макрон – 20,8 %, Жан-Люк Меланшон – 19,1 %, Франсуа Фийон – 17,9 %; 2 тур: Макрон – 55,5 %. 2012 год. 1 тур: Франсуа Олланд — 26,7 %, Николя Саркози — 24,2 %, Марин Ле Пен — 23,0 %; 2 тур: Олланд — 52,9 %).
С 2021 года кантон в Совете департамента Эна представляют мэр города Шато-Тьерри Себастьен Эжен (Sébastien Eugène) (Радикальное движение) и бывший мэр коммуны Браль Мишель Фюзелье (Michèle Fuselier) (Разные левые).
|                | Кандидаты                     | Партия                   | Первый тур | Первый тур     | Второй тур | Второй тур |
| Кол-во голосов | Кандидаты                     | Партия                   | % голосов  | Кол-во голосов | % голосов  |            |
| -------------- | ----------------------------- | ------------------------ | ---------- | -------------- | ---------- | ---------- |
|                | Себастьен Эжен Мишель Фюзелье | Левый блок               | 3 367      | 61,53          | 4 071      | 70,86      |
|                | Тьерри Милон Мари-Франс Молар | Национальное объединение | 1 557      | 28,45          | 1 674      | 29,14      |
|                | Кристиан Копен Мари-Анж Лайер | Коммунистическая партия  | 548        | 10,01          |            |            |

|                | Кандидаты                      | Партия             | Первый тур | Первый тур     | Второй тур | Второй тур |
| Кол-во голосов | Кандидаты                      | Партия             | % голосов  | Кол-во голосов | % голосов  |            |
| -------------- | ------------------------------ | ------------------ | ---------- | -------------- | ---------- | ---------- |
|                | Брюно Бовуа Мишель Фюзелье     | Левый блок         | 2 786      | 32,76          | 4 879      | 57,41      |
|                | Мари-Франс Молар Доминик Падье | Национальный фронт | 3 030      | 35,63          | 3 619      | 42,59      |
|                | Патрисия Лемитр Филипп Рикур   | Правый блок        | 1 591      | 18,71          |            |            |
|                | Мари-Анж Лайер Клод Фийон      | Разные левые       | 772        | 9,08           |            |            |
|                | Сильви Жере Абдель-Нур Шуфа    | Крайне левые       | 326        | 3,83           |            |            |

|  | Кандидат      | Партия                   | % голосов |
|  | ------------- | ------------------------ | --------- |
|  | Жак Крабаль   | Радикальная левая партия | 66,53     |
|  | Доминик Падье | Национальный фронт       | 33,47     |

|  | Кандидат       | Партия                    | % голосов |
|  | -------------- | ------------------------- | --------- |
|  | Жак Крабаль    | Социалистическая партия   | 60,27     |
|  | Даниэль Ле Ру  | Союз за народное движение | 15,60     |
|  | Даниэль Дюшен  | Национальный фронт        | 14,62     |
|  | Жан-Люк Алью   | Коммунистическая партия   | 6,21      |
|  | Франсис Гарсиа | Крайне левые              | 3,29      |